# إسحاق مودي
إسحاق مودي (بالإنجليزية: Isaac Modi)‏ هو لاعب كرة قدم بريطاني، ولد في 26 يناير 2004.